# N-أستيل حمض النيورأمينيك
N-أستيل حمض النيورأمينيك (اختصارًا Neu5Ac أو NAN) هو حمض السياليك السائد الموجود في الخلايا البشرية والعديد من خلايا الثدييات. قد تتكون أيضًا أشكالٌ أخرى في الخلايا، مثل N-غليكوليل حمض النيورأمينك. 
يحمل هذا المركب شحنة سلبية عند درجة الحموضة الفسيولوجية، كما يُوجد في مركب الجليكان على الموسين والبروتينات السكرية التي تتواجد في غشاء الخلية. وُجدت بعض بقايا أستيل حمض النيورأمينيك أيضًا في الغليكوليبيدات، والتي تعرف باسم غانغليوزيد، وهو عنصر مهمٌ في الأغشية العصبية الموجودة في الدماغ. 
يُساعد أستيل حمض النيورأمينيك في الوقاية من العداوى (المُخاط المرتبط بالأغشية المخاطية في الفم والأنف والجهاز الهضمي والجهاز التنفسي)، كما يعمل مستقبلًا لفيروسات الإنفلونزا، مما يسمح بالالتصاق بالخلايا المخاطية عبر الرص الدموي (خطوة أولية عند اكتساب عدوى فيروس الإنفلونزا).

## مسببات الأمراض البكتيرية
يُعد أستيل حمض النيورأمينيك مهمًا أيضًا في بيولوجيا عددٍ من البكتيريا المسببة للأمراض والبكتيريا التكافلية فيُمكن استخدامه ضمن المُغذيات، حيث يمكن تنشيط كل من الكربون والنيتروجين للبكتيريا، أو استخدامه في بعض مسببات الأمراض الموجودة على سطح الخلية. طورت البكتيريا ناقلاتٍ لأستيل حمض النيورأمينيك لتمكينها من التقاطها من بيئتها، ووصف عددٌ منها فيالإشريكية القولونية، والمستدمية النزلية والمستدمية الدوكرية.